# Martin van Bentem
Martin van Bentem (Alkmaar, 15 maart 1980) is een Nederlandse musicalacteur en danser. 
Zijn passie voor het dansen begon al in zijn jonge jaren. Sinds zijn achtste is hij verknocht aan ballroom dansen. Hij kreeg onder andere privé les in Danscentrum Marcella van Altena van Louis van Amstel, de voormalige wereldkampioen in Latijns-Amerikaanse dans.
Toen hij in 2001 met musical begon (Saturday Night Fever), begon hij ook met zanglessen. Die kreeg hij van Mieke Westra en zij geeft hem nog steeds les. Al op jonge leeftijd deed hij mee aan nationale en internationale wedstrijden en kampioenschappen en in 1996 behaalde hij de Nederlandse jeugdkampioentitel. Toen hij in 2000 overstapte van de amateurs naar de professionals bereikte hij de finale en bij de Nederlandse kampioenschappen showdansen in 2001 werd hij tweede.
Zijn eerste ervaring met musical deed hij op als danser bij het Musical Awards Gala in 2001. In datzelfde jaar was hij ensembledanser en understudy voor de rol van Cesar Rodriguez in de Nederlandse productie Saturday Night Fever. Zowel in Nederland als in New York deed hij mee aan de wereldpremière van Latin Fusion. In 2003 was hij in Nederland te zien als featured bolero-danser in de productie CopaCabana.
Eind 2003 danste hij in het ensemble van de productie Miami Nights in het Capitol Theater in Düsseldorf. Daarna werd hij onder andere gevraagd als danser voor de televisieshows Star Duell en de RTL-Chart-show. Met de musical Saturday Night Fever was hij op tournee in onder andere München, Bazel en Düsseldorf en speelde hij tot januari 2006 first-cast Cesar Rodriguez.
In maart 2006 kreeg hij zijn eerste hoofdrol als Johnny Castle in Dirty Dancing – Das Original Live on Stage in Theater Neue Flora in Hamburg (Duitsland). Op 9 december 2007 speelde hij zijn laatste show in Hamburg als Johnny Castle om daarna terug te keren naar Nederland. Sinds 9 maart 2008 speelt hij diezelfde rol in het Beatrix Theater in Utrecht.